# Saut en longueur féminin aux championnats du monde d'athlétisme en salle 2016
Pour un article plus général, voir Championnats du monde d'athlétisme en salle 2016.
Navigation
2014 2018
Le concours du saut en longueur féminin des Championnats du monde en salle 2016 s'est déroulé le 19 mars 2016 à l'Oregon Convention Center de Portland, aux États-Unis.

## Faits marquants
La compétition se déroule en finale directe, les participantes devaient franchir 6,75 m ou plus durant la période de sélection.
La Serbe Ivana Španović bat son record national au premier essai et prend la tête avec 7,00 m, suivie de l'Américaine Brittney Reese avec 6,98 m. Janay Deloach prend la troisième place provisoire grâce à 6,80 m réussis au 2e essai. 
Après trois essais les huit meilleures ont droit à 2 sauts supplémentaires. Au 5e, Reese égale les 7,00 m de Španović et passe en tête grâce à un meilleur 2e saut, mais la Serbe améliore son record de 7 cm et réussit 7,07 m, repassant en tête, tandis que la Britannique Lorraine Ugen passe en 3e position en égalant le record national 6,93 m de Katarina Johnson-Thompson.
Selon les nouvelles dispositions prises par l'IAAF, seules les 4 premières ont droit à un 6e essai. Brittney Reese produit un dernier saut à 7,22 m et remporte le concours. C'est la meilleure performance mondiale de l'année en salle, à un cm de son record d'Amérique du Nord qui est aussi le record des championnats. Elle obtient son 3e titre mondial en salle après ceux de 2010 et 2012.

## Meilleures performances mondiales en 2016
Les meilleures performances mondiales en 2016 (top 5) avant les Championnats du monde en salle sont :
|   | Athlète                     | Pays        | Marque | Lieu     | Date            |
| - | --------------------------- | ----------- | ------ | -------- | --------------- |
| 1 | Alexandra Wester            | Allemagne   | 6,95 m | Berlin   | 13 février 2016 |
| 2 | Shara Proctor               | Royaume-Uni | 6,91 m | Berlin   | 13 février 2016 |
| 3 | Brittney Reese              | États-Unis  | 6,89 m | Portland | 12 mars 2016    |
| 4 | Ivana Španović              | Serbie      | 6,85 m | Belgrade | 1er mars 2016   |
| 5 | Nastassia Mironchyk-Ivanova | Biélorussie | 6,84 m | Minsk    | 7 février 2016  |

## Médaillées
| Or             | Argent         | Bronze        |
| Brittney Reese | Ivana Spanovic | Lorraine Ugen |

### Finale
| Rang               | Athlète                     | Pays        | Essais | Essais | Essais | Essais | Essais | Essais | Marque | Notes |
| Rang               | Athlète                     | Pays        | 1      | 2      | 3      | 4      | 5      | 6      | Marque | Notes |
| ------------------ | --------------------------- | ----------- | ------ | ------ | ------ | ------ | ------ | ------ | ------ | ----- |
| Médaille d'or      | Brittney Reese              | États-Unis  | 6,97   | x      | x      | 6,88   | 7,00   | 7,22   | 7,22 m | WL    |
| Médaille d'argent  | Ivana Španović              | Serbie      | 7,00   | 6,88   | x      | x      | 7,07   | 6,76   | 7,07 m | NIR   |
| Médaille de bronze | Lorraine Ugen               | Royaume-Uni | 6,62   | 6,64   | 6,65   | x      | 6,93   | 6,86   | 6,93 m | =NIR  |
| 4                  | Janay Deloach               | États-Unis  | x      | 6,80   | x      | x      | 6,85   | 6,89   | 6,89 m | SB    |
| 5                  | Brooke Stratton             | Australie   | 6,57   | 6,75   | 6,62   | x      | 6,72   |        | 6,75 m | PB    |
| 6                  | Alexandra Wester            | Allemagne   | x      | 6,44   | 6,67   | 6,59   | 6,57   |        | 6,67 m |       |
| 7                  | Ksenija Balta               | Estonie     | 6,59   | 6,57   | 6,48   | 6,60   | 6,59   |        | 6,60 m |       |
| 8                  | Shara Proctor               | Royaume-Uni | x      | 6,55   | 6,57   | x      | 6,54   |        | 6,57 m |       |
| 9                  | Nastassia Mironchyk-Ivanova | Biélorussie | 6,56   | 6,55   | 6,47   |        |        |        | 6,56 m |       |
| 10                 | Alina Rotaru                | Roumanie    | x      | 6,40   | 6,45   |        |        |        | 6,45 m |       |
| 11                 | Chelsea Jaensch             | Australie   | 5,84   | 6,28   | 6,38   |        |        |        | 6,38 m |       |
| 12                 | Xenia Stolz                 | Allemagne   | 6,34   | x      | 6,37   |        |        |        | 6,37 m |       |
| 13                 | Jazmin Sawyers              | Royaume-Uni | x      | 6,31   | 6,27   |        |        |        | 6,31 m |       |
| 14                 | Khaddi Sagnia               | Suède       | 6,08   | 5,98   | -      |        |        |        | 6,08 m |       |
| -                  | Konomi Kai                  | Japon       | x      | x      | x      |        |        |        | NM     |       |
| -                  | Eliane Martins              | Brésil      | x      | x      | x      |        |        |        | NM     |       |

## Légende
Records et Performances
- AR : Record continental (area record)
- CR : Record des championnats (championship record)
- MR : Record du meeting (meet record)
- NR : Record national (national record)
- OR : Record olympique (olympic record)
- PR : Record paralympique (paralympic record)
- PB : Record personnel (personal best)
- SB : Meilleure performance personnelle de la saison (season's best)
- WL : Meilleure performance mondiale de l'année (world leader)
- WJR : Record du monde junior (world junior record)
- WR : Record du monde (world record)

Circonstances et Conditions
- DNF : N'a pas terminé (did not finish)
- DNS : N'a pas pris le départ (did not start)
- DQ : Disqualification (disqualification)
- NM : Aucun essai valable enregistré (No Mark)
- Q : Qualifié « directement » au prochain tour (ou à la prochaine compétition), lors d'une compétition majeure, grâce au classement ou à la réalisation des minima (automatic qualifier)
- q : Qualifié au prochain tour (ou à la prochaine compétition), lors d'une compétition majeure, grâce au repêchage ou à la réalisation de l'une des meilleures performances parmi celles des « non qualifiés directement » (grâce au meilleur temps ou à la meilleure distance par exemple) (secondary qualifier)